# Aleš Holc
Aleš Holc, slovenski alpinist in socialni delavec, * 16. november 1975, Ljubljana, † julij 2014, Himalaja, Kitajska.

## Življenje in delo
Aleš Holc, slovenski alpinist, gorski reševalec ter alpinistični inštruktor. Z alpinizmom se je zacel ukvarjati leta 1993, leta 1996 je postal član AO Kamnik, leta 2000 pa alpinistični inštruktor. Opravil je več kot 550 alpinističnih vzponov v skali, ledu in alpinističnih spustov s smučmi. Leta 2012 je bil nominiran za zlati cepin za prvenstveni vzpon, ki ga je opravil skupaj z Petrom Juvanom in Igorjem Kremserjem; Xuelian Nort East (6249 m): smer Raz zaupanja (2400 m + 400 m vršnega grebena, ED2, AI5, M5+,+ 400 m vršnega grebena, D; 36, 5 h efektivnega plezanja). Sestop: JV stena, smer Seračina (2000 m, AI3, 60-80°). 28. junija 2014 sta se skupaj s Petrom Mežnarjem pridružila 9 članski mednarodni alpinistični odpravi(ZDA, Ukrajina, Škotska, Nemčija, Slovenija) na Kitajsko v dolino Shaksgam, na alpinistično slabo raziskano področje Durbin Kangri. Cilj odprave so bili vzponi na  Durbin Kangri I (6824 m), Durbin Kangri II (6898 m), Barnag Kangri (6821 m), Kaimuk Kangri (6952 m). 15. julija bi se morala Aleš Holc in Peter Mežnar vrniti v bazni tabor, vendar ju tja ni bilo. Organizirano je bilo večdnevno reševanje s helikopterji, vendar žal brez uspeha. Aleš Holc in Peter Mežnar sta za vedno ostala v objemu himalajskih vrhov.

## Dosežki
- Shaksgam, China, Karakorum - 2014
- Albania, Valbona - 2016
- Xuelian Feng, Xinjiang, China / Kitajska,  Xuelian Feng - 2011
- Tien shan, Khan Tengri, Pik Parashutny, Kirgizia - 2008
- Tore Trieste in Venezia, Dolomiti - 2007
- HImalaya, Kun, Nun Kun masiv, White Needle 6600m, Stok Kangri , Peak Boza, Indija - 2005
- Grossglockner, SV in SZ raz - 2002
- Grand Zebru, smučanje - 2002
- Mont Blanc, Smučanje z vrha - 2001
- Peru 2000, Kamniška alpinistična odprava, Pisco, Alpamayo (Peru, Pisco, Alpamay - 2000
- Fournel, Francija, Mednarodno srečanje lednih plezalcev - 1998
- Tri Cine, Dolomiti, 5 smeri na 5 stolpov - 1997
- Matterhorn, Centralne alpe, plezelišča Francija in Švica 1995
- Mont Blanc, prečenje, na štop v Chamonix z Matotom iz Kamnika - 1994